# نيكلاس باركروث
نيكلاس باركروث (بالسويدية: Nicklas Bärkroth) مواليد 19 يناير 1992 في غوتنبرغ، هو لاعب كرة قدم سويدي. يلعب كمهاجم. مثّل منتخب السويد لكرة القدم.

## مرحلة الشباب

### أندية لعب لها
- نادي غوتبورغ

## المسيرة الاحترافية

### أندية لعب لها
- نادي غوتبورغ

## روابط خارجية
- نيكلاس باركروث على موقع اتحاد السويد (السويدية)
- نيكلاس باركروث على موقع قاعدة بيانات كرة القدم.إي يو (الإنجليزية)
- نيكلاس باركروث على موقع ناشيونال فوتبول تيمز (الإنجليزية)
- نيكلاس باركروث على موقع Soccerway.com (الإنجليزية)